# Chantenay-Saint-Imbert
Chantenay-Saint-Imbert és un municipi francès, situat al departament del Nièvre i a la regió de Borgonya - Franc Comtat. L'any 2007 tenia 1.259 habitants.

## Demografia

### Població
El 2007 la població de fet de Chantenay-Saint-Imbert era de 1.259 persones. Hi havia 489 famílies, de les quals 147 eren unipersonals (52 homes vivint sols i 95 dones vivint soles), 155 parelles sense fills, 147 parelles amb fills i 40 famílies monoparentals amb fills.
La població ha evolucionat segons el següent gràfic:
Habitants censats

### Habitatges
El 2007 hi havia 644 habitatges, 493 eren l'habitatge principal de la família, 90 eren segones residències i 61 estaven desocupats. 617 eren cases i 18 eren apartaments. Dels 493 habitatges principals, 376 estaven ocupats pels seus propietaris, 100 estaven llogats i ocupats pels llogaters i 17 estaven cedits a títol gratuït; 7 tenien una cambra, 27 en tenien dues, 110 en tenien tres, 159 en tenien quatre i 190 en tenien cinc o més. 369 habitatges disposaven pel capbaix d'una plaça de pàrquing. A 209 habitatges hi havia un automòbil i a 228 n'hi havia dos o més.

### Piràmide de població
La piràmide de població per edats i sexe el 2009 era:
| Homes | Edats   | Dones |
| ----- | ------- | ----- |
| 0     | 95 o +  | 4     |
| 0     | 90 a 94 | 4     |
| 20    | 85 a 89 | 12    |
| 20    | 80 a 84 | 8     |
| 16    | 75 a 79 | 32    |
| 24    | 70 a 74 | 44    |
| 32    | 65 a 69 | 36    |
| 32    | 60 a 64 | 32    |
| 16    | 55 a 59 | 32    |
| 36    | 50 a 54 | 40    |
| 64    | 45 a 49 | 40    |
| 40    | 40 a 44 | 60    |
| 60    | 35 a 39 | 32    |
| 40    | 30 a 34 | 52    |
| 20    | 25 a 29 | 24    |
| 20    | 20 a 24 | 12    |
| 40    | 15 a 19 | 24    |
| 56    | 10 a 14 | 32    |
| 56    | 5 a 9   | 12    |
| 20    | 0 a 4   | 12    |

## Economia
El 2007 la població en edat de treballar era de 785 persones, 499 eren actives i 286 eren inactives. De les 499 persones actives 457 estaven ocupades (243 homes i 214 dones) i 43 estaven aturades (22 homes i 21 dones). De les 286 persones inactives 97 estaven jubilades, 45 estaven estudiant i 144 estaven classificades com a «altres inactius».

### Ingressos
El 2009 a Chantenay-Saint-Imbert hi havia 488 unitats fiscals que integraven 1.112,5 persones, la mediana anual d'ingressos fiscals per persona era de 15.484 €.

### Activitats econòmiques
Dels 49 establiments que hi havia el 2007, 2 eren d'empreses extractives, 1 d'una empresa alimentària, 2 d'empreses de fabricació d'altres productes industrials, 14 d'empreses de construcció, 10 d'empreses de comerç i reparació d'automòbils, 3 d'empreses de transport, 6 d'empreses d'hostatgeria i restauració, 1 d'una empresa d'informació i comunicació, 2 d'empreses financeres, 1 d'una empresa immobiliària, 3 d'empreses de serveis, 2 d'entitats de l'administració pública i 2 d'empreses classificades com a «altres activitats de serveis».
Dels 23 establiments de servei als particulars que hi havia el 2009, 1 era una oficina de correu, 1 una oficina bancària, 2 tallers de reparació d'automòbils i de material agrícola, 5 paletes, 3 guixaires pintors, 4 fusteries, 1 lampisteria, 1 electricista, 1 perruqueria i 4 restaurants.
Dels 2 establiments comercials que hi havia el 2009, 1 era una botiga de menys de 120 m² i 1 una fleca.
L'any 2000 a Chantenay-Saint-Imbert hi havia 38 explotacions agrícoles que ocupaven un total de 1.900 hectàrees.

## Equipaments sanitaris i escolars
L'únic equipament sanitari que hi havia el 2009 era una farmàcia.
El 2009 hi havia una escola elemental.

## Poblacions més properes
El següent diagrama mostra les poblacions més properes.